# GPSBabel
GPSBabel es un programa que transforma los archivos en diversos formatos provenientes de los más populares receptores GPS, en otros formatos que son capaces de visualizar y editar los programas de mapas.
El programa se distribuye bajo la licencia GPL y existen versiones para los sistemas operativos: Linux, Solaris, OpenServer, MacOS, FreeBSD, Windows 95, 98, ME, 2000, XP, OSX y Unixware.